# العرقين
العرقين قرية سعودية ومركز إداري تابع لمحافظة تربة في منطقة مكة المكرمة، تقع على ضفاف وادي تربة الشهير. اشتهرت بالزراعة وإنتاج التمور، وتتميز بموقع استراتيجي فهي تربط حرة البقوم بتربة ويمر عبرها الطريق الرابط بين الخرمة وتربة ثم إلى الباحة، يوجد بها العديد من الخدمات الحكومية تخدم سكانها وما جاورها. سكانها قبيلة رحمان من البقوم وتمددت قبيلة رحمان إلى حرة البقوم ويمتلكون بيوت تراثية وآبار في حرة البقوم.